# Hucułówka
Hucułówka (ukr. Гуцулівка) – wieś na Ukrainie, w obwodzie iwanofrankiwskim, w rejonie kosowskim.